# Leonzio di Alessandria
Papa Leonzio (... – 1059), è stato papa e patriarca greco-ortodosso di Alessandria e di tutta l'Africa tra il 1052 e il 1059.